# Domus della Fortuna Annonaria
Die Domus della Fortuna Annonaria (V,II,8) ist ein gut erhaltenes Haus aus dem zweiten Jahrhundert n. Chr. in der antiken Stadt Ostia. Der Name ist modern. Es handelt sich um ein typisches Beispiel eines Privathauses der hohen Kaiserzeit, das im Plan und Aufbau einige Unterschiede zu den Häusern der frühen Kaiserzeit aufweist, wie sie vor allem aus Pompeji bekannt sind. Das Haus hatte ein Peristyl als Mittelpunkt (und kein Atrium), es gab ein Nymphäum, was auch typisch für die hohe Kaiserzeit ist. Daneben spielt Marmor eine wichtige Rolle in der Dekoration des Hauses. Die Domus della Fortuna Annonaria ist wahrscheinlich unter Antoninus Pius errichtet worden. Es gab mehrere Umbauten, die letzten datieren in die zweite Hälfte des vierten Jahrhunderts.
Das Haus ist 18,7 × 41,5 m groß und nimmt eine Fläche von etwa 752 m² ein. Es hatte einst mindestens zwei Stockwerke. Das Haus entwickelte sich aus einem Mietshaus, flavischer Zeit, wobei einige Läden, die sich ursprünglich zur Straße orientierten in das Haus eingeschlossen wurden, während der Eingang zur Straßenseite geschlossen wurde. Den Haupteingang des Hauses an der Längsseite im Norden schmücken zwei Marmorsäulen. Von dort gelangt man in das Vestibulum und von dort direkt in das Peristyl (Garten), das an drei Seiten von Säulen umgeben ist. In der Mitte befindet sich ein Wasserbecken und an der Rückwand, die nicht mit Säulen geschmückt ist, befindet sich eine Nische für eine Statue. Die Säulen bestehen aus Travertin und waren einst stuckiert. Auf der rechten Seite befindet sich ein Triforium, dessen Eingang mit drei Bögen und zwei Säulen dekoriert ist. Das Triforium hat auf der linken Seite eine Nymphäum mit Nischen, die einst sicherlich Statuen enthielten. Der ganze Saal war einst mit Marmor verkleidet. Die dem Eingang gegenüber liegende Wand ist eine Apsis mit der Nische für eine Statue.
Um das Peristyl befinden sich verschiedene Räume. Eine Treppe belegt ein weiteres Stockwerk. Das Haus hatte eine eigene Latrine. Gegenüber vom Triforium befindet sich ein Raum, der mit einem schwarz-weißen Mosaik dekoriert ist. Es zeigt vor allem Tiere und mythologische Szenen, wie Theseus in der Mitte oder die Wölfin, die Romulus und Remus säugt. Ein daneben liegender Raum hat einen Fußboden aus Marmor in verschiedenen Farben. Das Haus war reich mit Marmorskulpturen ausgestattet, von denen 19 zumindest zum Teil erhalten sind.

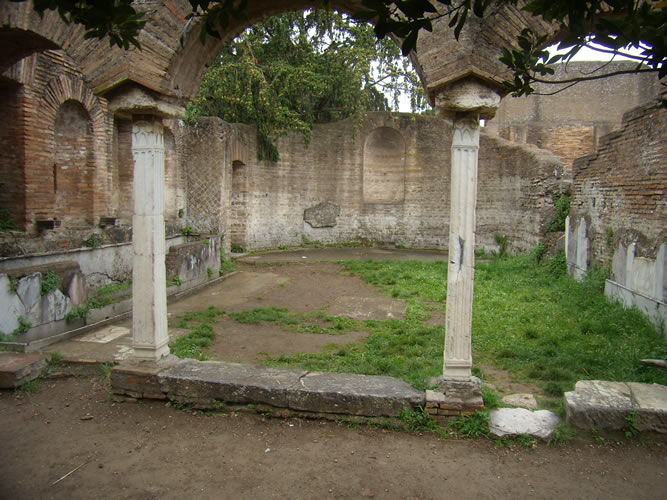
Das Triforium
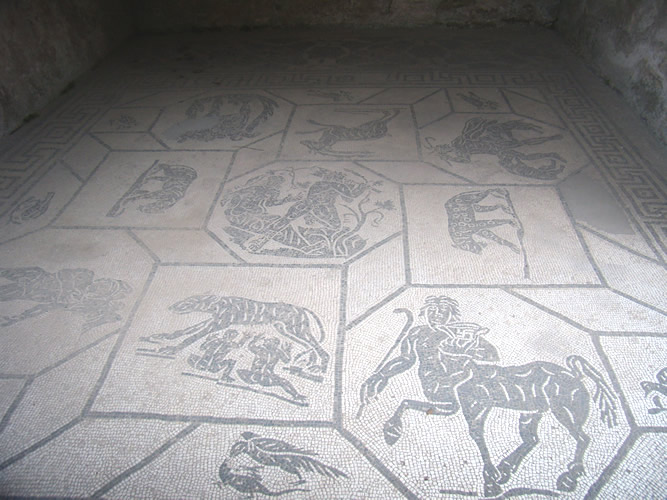
Mosaik
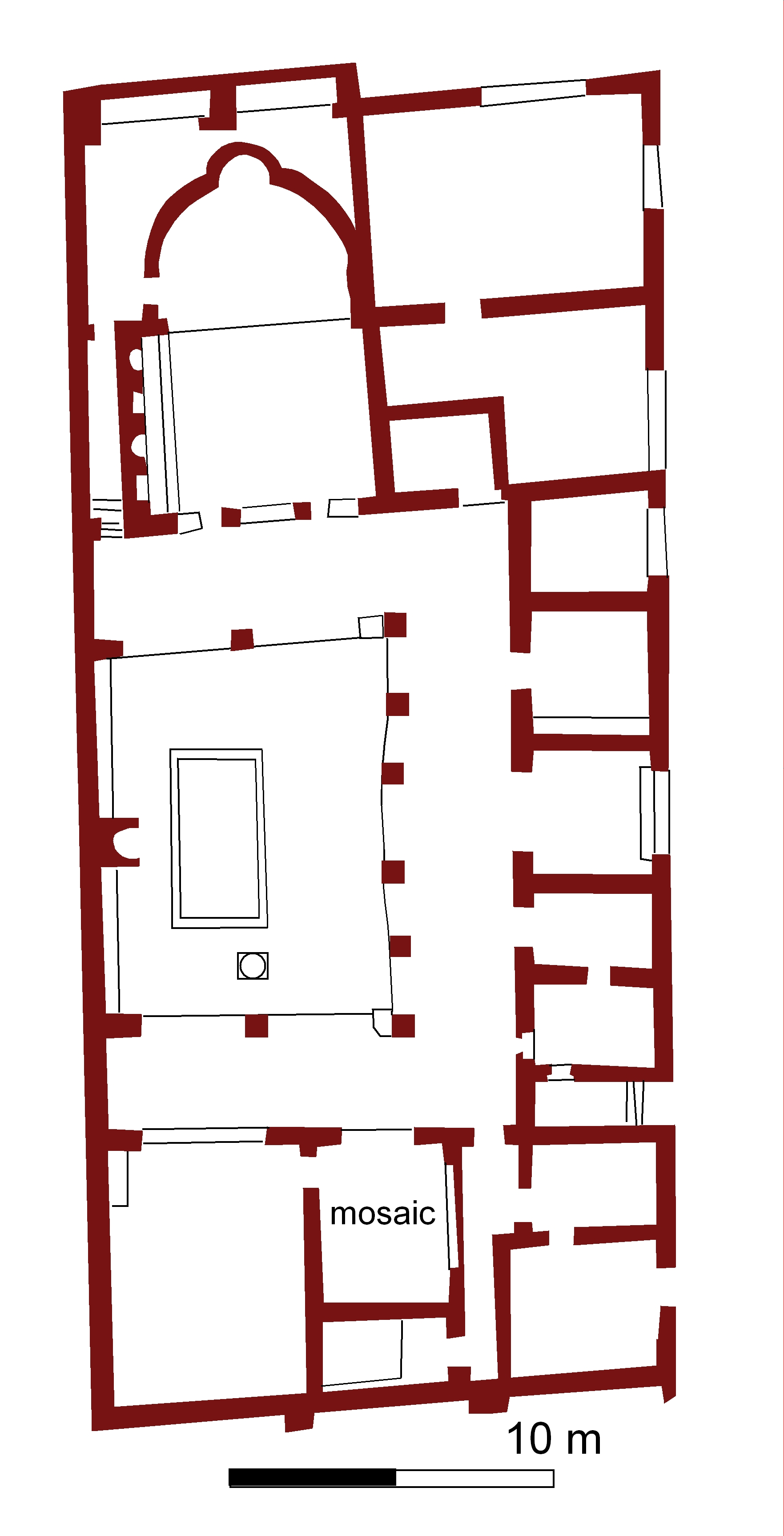
Plan
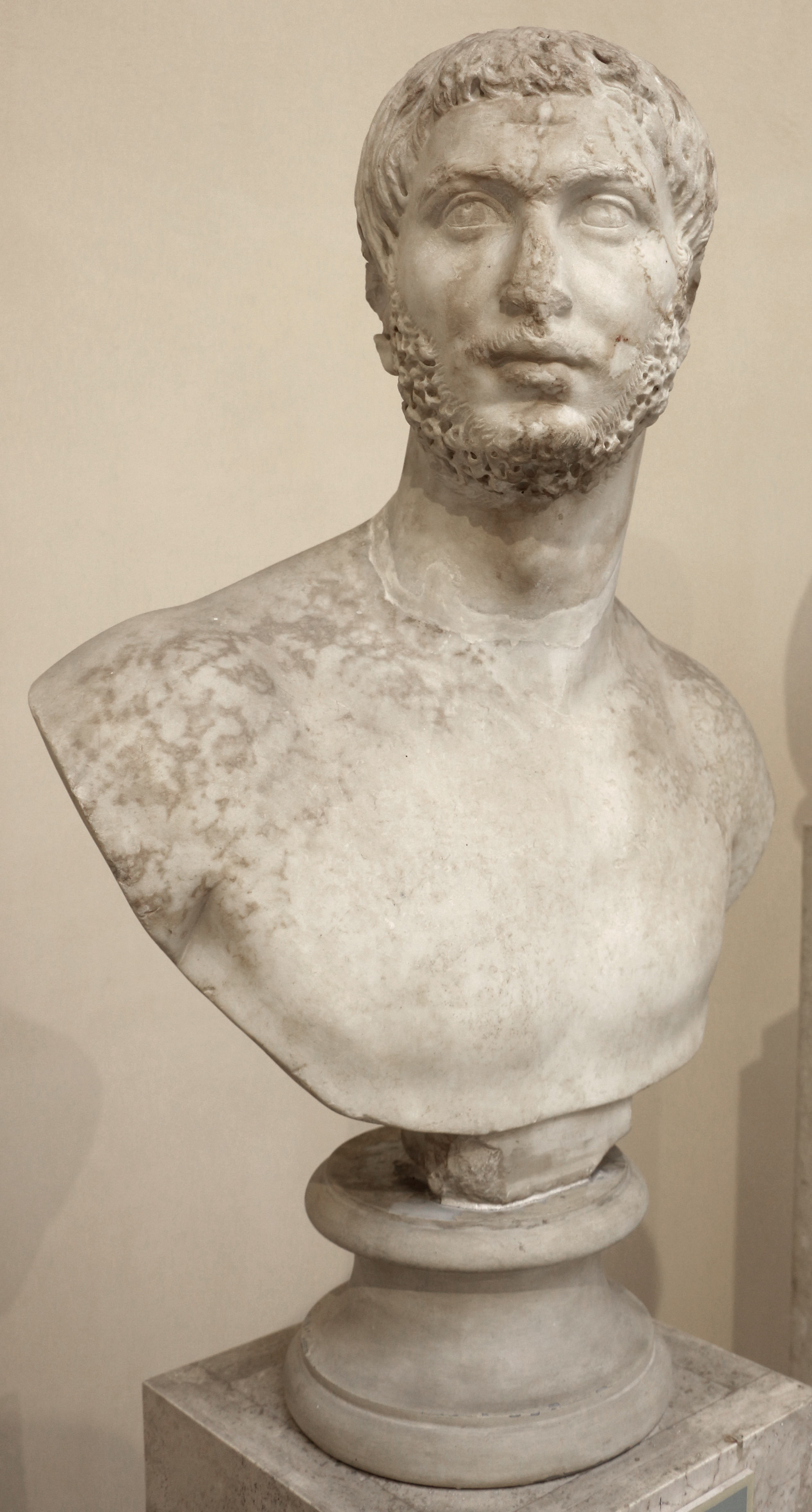
Büste
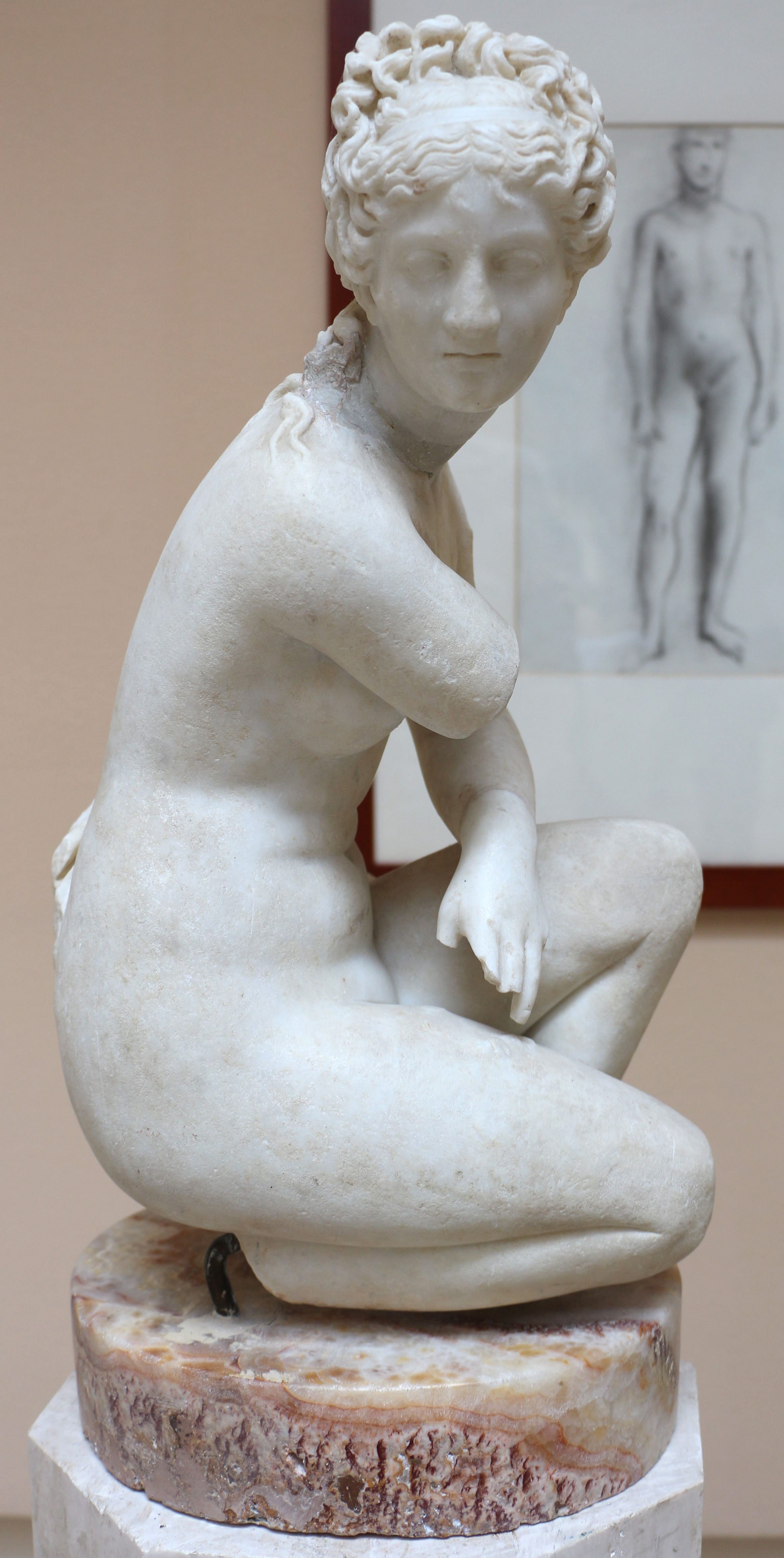
Venus